# Petr Císař
Petr Císař (16. ledna 1978 Brno – 23. dubna 2021 Brno) byl český operní pěvec – barytonsta, sólista Janáčkovy opery Národního divadla Brno.
V roce 2000 absolvoval činoherní herectví na Divadelní fakultě brněnské Janáčkovy akademie múzických umění, ale věnoval se zpěvu, který vystudoval soukromě u profesorky Dagmar Livorové v Bratislavě a u vídeňského tenoristy Petera Svenssona. Od roku 2002 byl členem souboru Janáčkovy opery Národního divadla Brno. Od roku 2014 hostoval v Národním divadle v Praze. Hostoval však také ve Slovenském národním divadle.